# Morskie przejście graniczne Frombork
Przejście graniczne Frombork – morskie przejście graniczne położone we Fromborku.

## Opis
Zostało ustanowione w 1991 roku. Dopuszczony jest ruch osobowy i towarowy. Obsługuje przede wszystkim ruch graniczny portu morskiego Frombork.  Miejsce odpraw granicznych znajduje się na zachodnim falochronie portowym, przy wejściu do portu. Kontrolę graniczną osób, towarów i środków transportu wykonuje Placówka Straży Granicznej w Elblągu.
W 2004 roku dokonano 175 kontroli jachtów i łodzi sportowych. W następnym roku 13 kontroli, a w 2006 roku nie dokonano już żadnej kontroli.